# James Rivera
James Rivera (15 aprile 1960) è un cantante statunitense, noto per la sua militanza negli Helstar.
La sua voce, acuta e graffiante, è molto apprezzata in ambito metal, ne è una prova il fatto che, durante la carriera, abbia cantato in diversi gruppi, sia in studio che in sede live (anche con Agent Steel e Flotsam and Jetsam), oltre ad aver ha collaborato con varie band e progetti musicali.

## Biografia
Iniziò la sua attività a Houston in Texas quando, nel 1982, non ancora ventenne, si unì agli Helstar, un gruppo musicale fondato l'anno precedente dal chitarrista Larry Barragan. Nel 1984, dopo un paio di demo, registrò il primo disco Burning Star con lo pseudonimo di "Billy Lionel". Con gli Helstar pubblicò altri tre album, ma a causa di alcune vicissitudini la band si sciolse.

Nel 1991 registrò un demo con i Vigilante e nel 1995 riformò gli Helstar insieme al bassista Jerry Abarca e a tre nuovi componenti. L'album prodotto, però, non ottenne il successo sperato e così il gruppo si sciolse nuovamente. In seguito registrò un demo per i New Eden e due album con i Destiny's End.
Nel 2003 fondò i Distant Thunder reclutando alcuni musicisti della scena texana e il bassista dei Symphony X Michael LePond. L'anno successivo uscì il disco Welcome the End supportato da alcuni concerti tenutisi sino al 2005; in seguito la band non è più stata attiva.
Tra il 2001 e il 2006, riunendosi con i membri storici degli Helstar partecipò ad alcuni festival, per poi riformare ufficialmente la band nel 2007. Con gli Helstar realizzò Sins of the Past, una raccolta composta da nuove registrazioni di brani inclusi nei loro primi quattro album, oltre a due canzoni che, in un'altra versione, sono presenti nel successivo album del 2008.
Il 2010 risultò essere, per il cantante, un anno carico di impegni, infatti oltre a lavorare con gli Helstar per l'album Glory of Chaos (seguito dalla relativa tournée) si unì anche ai Malice con cui, nel 2012, registrò New Breed of Godz. Nello stesso anno formò i Metal Asylum con cui tenne alcuni concerti in Texas realizzando solo cover dei gruppi di cui ha fatto parte.

## Discografia

### Con gli Helstar
- 1984 – Burning Star
- 1986 – Remnants of War
- 1988 – A Distant Thunder
- 1989 – Nosferatu
- 1995 – Multiples of Black
- 2000 – Twas The Night of a Helish Xmas (live)
- 2001 – The James Rivera Legacy (raccolta)
- 2007 – Sins of the Past (raccolta)
- 2008 – The King of Hell
- 2010 – Glory of Chaos
- 2014 – This Wicked Nest
- 2016 – Vampiro

### Con i Distant Thunder
- 2004 – Welcome the End

### Con i Malice
- 2012 – New Breed of Godz

### Altri album
- Destiny's End – Breathe Deep the Dark (1998)
- Destiny's End – Transition (2001)
- Seven Witches – Passage to the Other Side (2003)
- Seven Witches – Year of the Witch (2004)
- Vicious Rumors – Warball (2006)
- Killing Machine – Metalmorphosis (2006)
- Seven Witches – Call upon the Wicked (2011)
- Shadowkeep - Shadowkeep (2018)

## Videografia
- Helstar – Burning Alive (2006)
- Helstar – 30 Years of Hel (2013) (DVD + 2 CD)